# Lupe Fiasco
Wasalu Muhammad Jaco, bedre kendt som Lupe Fiasco (født 16. februar 1982) er en amerikansk rapper. 
Han er vokset op i Chicago. Hans far er afrikansk trommeslager, og moderen er gourmetkok, der har rejst verden rundt, så gennem opvæksten er Lupe blevet udsat for alskens indtryk fra begge forældrenes verden.
Lupe Fiasco blev kendt, da han rappede sig igennem et vers på Kanye West-nummeret "Touch the Sky" fra Wests album "Late Registration" (2005).
Lupe Fiascos debutalbum ”Lupe Fiasco’s Food & Liquor” udkom i september 2006, som indeholdt bidrag fra Jay-Z, Kanye West, The Neptunes og flere sværvægtere inden for hiphop og R&B-genren.
For pladen modtog Lupe Fiasco tre grammy-nomineringer bl.a. for nummeret "Kick Push".
I begyndelsen af 2008 udkom opfølgeren "Lupe Fiasco's The Cool". Den 28. februar 2011 kom han med albummet "Lasers".

## Diskografi
Lupe Fiasco har udgivet 5 studiealbums: 
- Food & Liquor (2006)
- The Cool (2007)
- Lasers (2011)
- Food & Liquor II: The Great American Rap Album, Pt. 1 (2012)
- Tetsuo & Youth (2015)